# 越州故城遗址
越州故城遗址，位于中国广西壮族自治区钦州市浦北县泉水公社坡子坪大队，1981年8月25日公布为第二批广西壮族自治区文物保护单位，2013年3月5日公布为第七批全国重点文物保护单位。